# Conferència Socialista del Mediterrani
La Conferència Socialista del Mediterrani, coneguda també pel nom en anglés de Progressive Socialist Organizations of the Mediterranean, fou un conjunt de trobades entre partits socialistes de l'arc mediterrani celebrades a la darreria de la dècada dels 1970. La primera de les trobades es va celebrar a Barcelona el 1976, amb l'objectiu de crear una alternativa a l'esquerra de la Internacional Socialista. El seu secretari general fou Amat al-Shahati, i va comptar amb un fort suport per part de Líbia, on s'hi establí el secretariat.
Va ser impulsada pel Partit Socialista Popular i la Federació de Partits Socialistes, en un moment que volien mantenir-se com a alternativa al PSOE, encara que el partit de Felipe González, com el PSF, hi participarien en alguna ocasió en qualitat d'observadors. Quan el PSP s'integrà al PSOE, el partit encara hi assistiria a l'última de les jornades, celebrada a Fuengirola el 1980.